# Semprônia (gens)

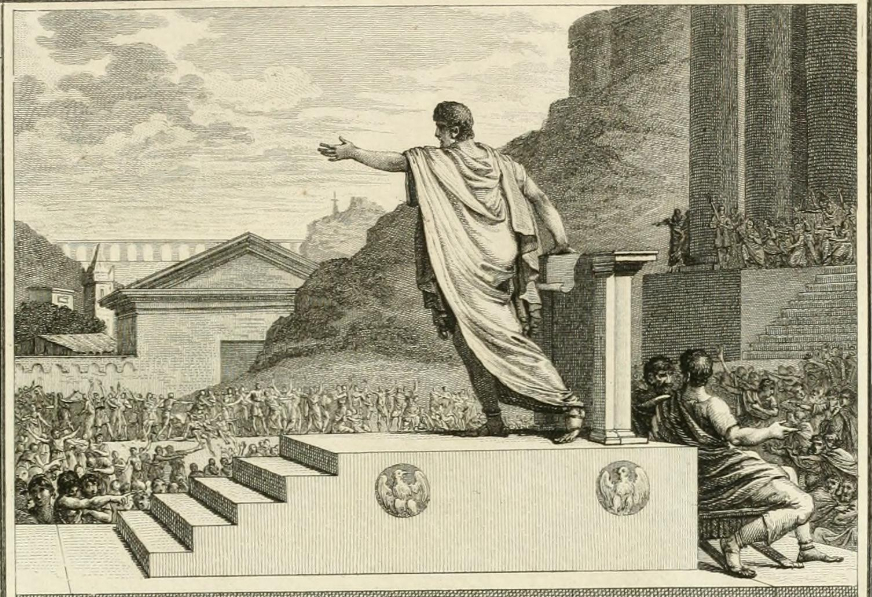
Caio Semprônio Graco falando para o Conselho da Plebe

A gente Semprônia (em latim: gens Sempronia) foi uma importante linhagem famíliar da Roma Antiga, isto é, uma gente de reputada antiguidade que incluía ramos plebeus e patrícios.  
O primeiro dos Semprônio a chegar ao consulado foi Aulo Semprônio Atratino, em 497 a.C., o décimo-segundo ano da República. Os Semprônios patrícios frequentemente ocupavam os cargos públicos mais altos nesta época, mas acabaram sendo eclipsados pelas famílias plebeias da gente no final do século IV a.C. A glória dos Semprônios está confinada ao período republicano, sendo que poucos são mencionados nas fontes durante o período imperial.
Entre seus membros notórios estão Tibério Semprônio Longo, cônsul em 218 a.C., Tibério Semprônio Graco, cônsul em 215 a.C., Públio Semprônio Tuditano, cônsul em 204 a.C., Tibério Semprônio Graco (cônsul em 177 a.C.), cônsul em 177 a.C. e os irmãos Caio e Tibério Graco, famosos no final do século II a.C. por suas agressivas tentativas de aumentar o poder da plebe.

## Prenomes
Os prenomes (em latim: praenomina) preferidos pelos Semprônios patrícios eram Aulo, Lúcio e  Caio. As famílias plebeias utilizavam Caio, Públio, Tibério e Marco. Os Semprônios Tuditanos utilizavam Marco, Caio e Públio enquanto seus contemporâneos, os Semprônios Gracos, usavam Tibério, Caio e Públio., Algumas famílias, incluindo os Semprônios Rútilos e os Muscas utilizavam ainda o prenome Tito ao invés de Tibério.

## Ramos e cognomes
Os Semprônios estavam divididos em muitas famílias, das quais a dos Atratinos era, sem dúvida, patrícia, enquanto todas as demais parecem ter sido plebeias. Seus nomes eram Asélio, Bleso, Denso, Graco, Longo, Musca, Pítio, Rufo, Rútilo, Sofo e Tuditano. Desta, apenas os Atratinos, os Gracos e os Pítios aparecem em moedas da época.
O cognome "Atratino" (em latim: Atratinus) é derivado de "atratus", que significa "vestido de preto". Eram patrícios e foram muito proeminentes nos primeiros anos da República. Porém, após 380 a.C., nenhum membro da família foi novamente mencionado até 34 a.C.. "Sofo" (em latim: Sophus), que significa "sábio", era o nome de uma das famílias plebeias que floresceu durante os séculos IV e III a.C.. "Bleso" (em latim: Blaesus), "que gagueja"", era uma família que ganhou proeminência durante a Primeira Guerra Púnica. Os "Tuditanos" (em latim: Tuditanus) apareceram na segunda metade do século III a.C. e o nome da família, segundo o filologista Ateio, teria sido originalmente uma referência uma referência a um Semprônio cuja cabeça teria o formato similar a um "tudes", um martelo.
Já o cognome "Longo" (em latim: Longus), bastante comum, era provavelmente uma referência a uma pessoa muito alta, embora possa significar também "tediosa". Esta família ganhou proeminência na Segunda Guerra Púnica. "Rútilo" (em latim: Rutilus), "avermelhado", pode ser uma referência à cor do cabelo de alguém ("ruivo") e era o cognome de uma família surgida no início do século II a.C.. Uma família tardia dos Semprônios tinha o cognome "Rufo" (em latim: Rufus), "vermelho", o que sugere uma ligação com os Rútilos. Os "Muscas", "moscas", provavelmente era o apelido de alguém baixo ou, possivelmente, persistente.
Finalmente, a mais ilustre família dos Semprônios tinha o cognome "Graco" (em latim: Gracchus). Esta família deu à República dois famosos generais, além dos irmãos Tibério e Caio Graco, conhecidos geralmente como irmãos Graco, ambos mártires da causa da plebe justamente quanto tentavam aprovar revolucionárias leis agrárias. A família caiu na obscuridade depois disto, mas ainda existia no período imperial.

## Membros

### Semprônios Atratinos
- Aulo Semprônio Atratino, cônsul em 497 a.C..
- Aulo Semprônio Atratino, tribuno consular  em 444 a.C., renunciou como resultado de um auspício incorreto entre os arúspices[4][5][6].
- Lúcio Semprônio Atratino, cônsul em 444 a.C. e, no ano seguinte, um dos primeiros censores[7][8][9].
- Aulo Semprônio Atratino, tribuno consular em 425, 420 e 416 a.C.[10][11].
- Caio Semprônio Atratino, cônsul em 423 a.C..
- Aulo Semprônio Atratino, mestre da cavalaria em 380 a.C..[12].
- Lúcio Semprônio Atratino, cônsul sufecto em 34 a.C., amigo de Cícero, processou Marco Célio Rufo, que Cícero defendeu[13][14].

### Semprônios Sofos
- Públio Semprônio Sofo, cônsul em 304 e censor em 300 a.C., triunfou sobre os équos.
- Públio Semprônio Sofo, cônsul em 268 e censor em 252 a.C..

### Semprônios Blesos
- Caio Semprônio Bleso, cônsul em 253 e 244 a.C., durante a Primeira Guerra Púnica.
- (Tibério?) Semprônio Bleso, questor em 217 a.C., durante a Segunda Guerra Púnica, morto durante um raide na costa da África[15].
- Caio Semprônio Bleso, tribuno da plebe em 211 a.C. e, provavelmente, a mesma pessoa que o legado do ditador Quinto Fúlvio Flaco em 210 a.C.[16].
- Públio Semprônio Bleso, tribuno da plebe em 191 a.C., foi contra o triunfo de Públio Cornélio Cipião Násica, mas acabou cedendo[17].
- Caio Semprônio Bleso, pretor em 184 a.C., governou a Sicília como província.

### Semprônios Tuditanos
- Marco Semprônio Tuditano, cônsul em 240 e censor em 230 a.C.[18][19][20].
- Públio Semprônio Tuditano, cônsul em 204 e censor em 209 a.C..; sobreviveu à Batalha de Canas (216 a.C.) e derrotou Aníbal em seu consulado.
- Marco Semprônio Tuditano, um dos oficiais de Cipião Africano na captura de Cartago Nova em 209 a.C.[21].
- Caio Semprônio Tuditano, pretor em 197 a.C., governou a Hispânia Citerior como província e morreu de ferimentos recebidos em combate no ano seguinte durante a Revolta Ibérica de 197-195 a.C.[22][23].
- Marco Semprônio Tuditano, cônsul em 185 a.C., derrotou os apuanos[24].
- Caio Semprônio Tuditano, provavelmente um dos pretores seniores em 146 a.C., foi enviado com o cônsul Lúcio Múmio para fundar a província da Acaia[1][25][26].
- Caio Semprônio Tuditano, orador, historiador e cônsul em 129 a.C., triunfou sobre os jápides.
- Semprônia, filha do cônsul em 129 a.C., casou-se com Lúcio Hortênsio e mãe do grande orador Quinto Hortênsio.
- Semprônio Tuditano, avô de Fúlvia, esposa de Marco Antônio, o triúnviro, descrito por Cícero como um louco que gostava de dar seu dinheiro ao povo na Rostra[27][28].
- Semprônia, mãe de Fúlvia.

### Semprônios Gracos

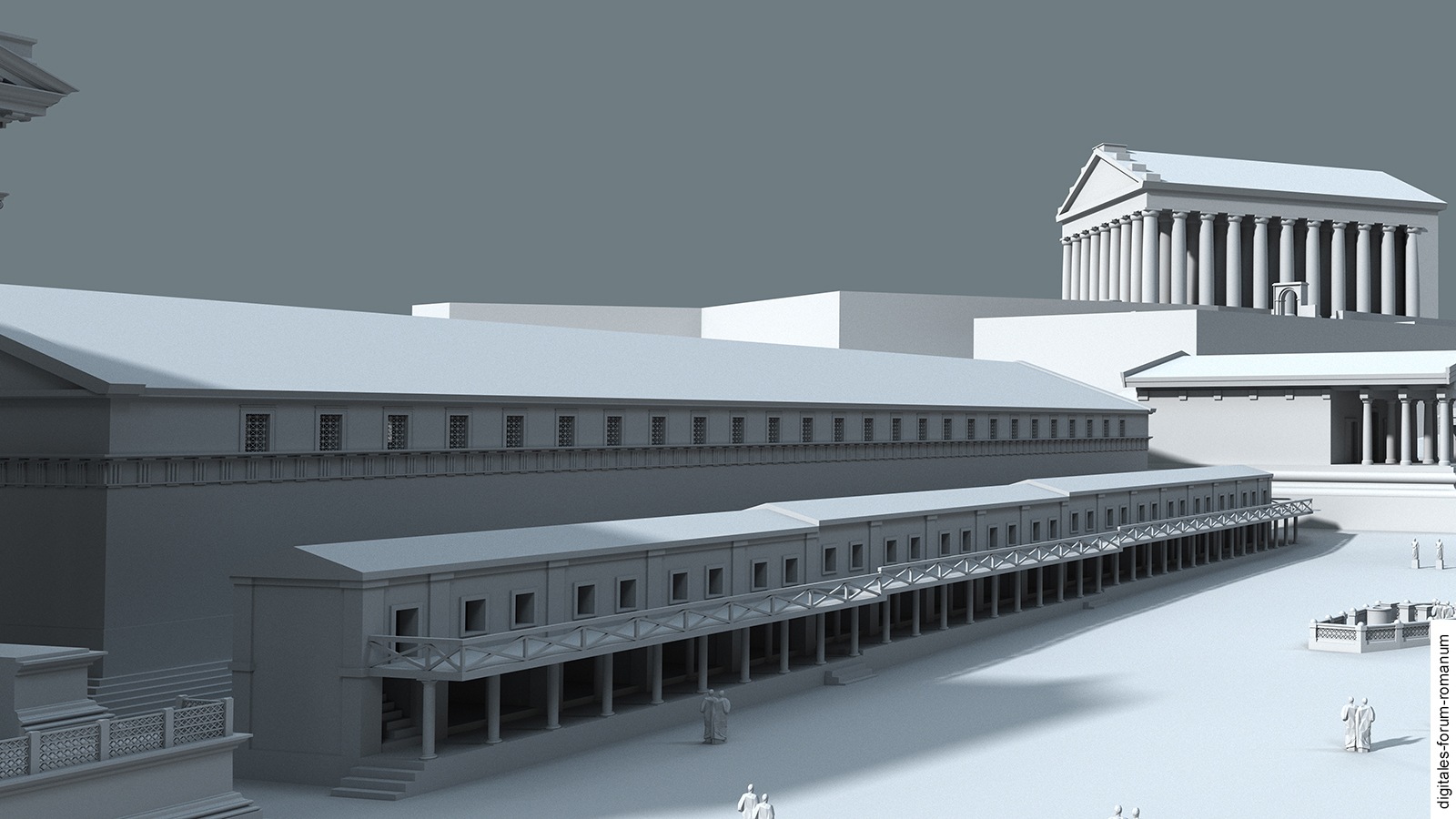
Reconstrução moderna da Basílica Semprônia, construída por Tibério Semprônio Graco, o censor, no Fórum Romano. Foi demolida em para permitir a construção da Basílica Júlia

- Tibério Semprônio Graco, cônsul em 238 a.C., lutou na Córsega e Sardenha.
- Tibério Semprônio Graco, cônsul em 215 e 213 a.C., durante a Segunda Guerra Púnica, e caiu em combate contra Magão.
- Públio Semprônio Graco, irmão do cônsul em 215 e 213 a.C. e pai do cônsul em 177 a.C..
- Tibério Semprônio Graco, eleito áugure em 203 a.C. ainda muito jovem, morreu na grande epidemia de 174 a.C..
- Tibério Semprônio Graco, comandante dos aliados na guerra contra os gauleses sob o comando do cônsul Marco Cláudio Marcelo em 196 a.C.; morreu lutando contra os boios.
- Tibério Vetúrio Graco Semproniano, aparentemente um dos Semprônios adotado pela gente Vetúria e subsequentemente eleito áugure para preencher a vaga deixada por Tibério Semprônio Graco em 174 a.C.[29].
- Públio Semprônio Graco, tribuno da plebe em 189 a.C.; com seu colega, Caio Semprônio Rútilo, acusou Mânio Acílio Glabrião, cônsul em 191 a.C., de apropriação indébita de parte do saque de Antíoco, o Grande, na Batalha de Termópilas[30][31].
- Tibério Graco Maior, cônsul em 177 e 163 a.C.; censor em 169, trinfou sobre os celtiberos e os sardenhos; pai dos irmãos Graco.
- Tibério Semprônio Graco, tribuno da plebe em 133 a.C., defendeu uma grande lei agrária e acabou sendo assassinado numa revolta liderada por Públio Cornélio Cipião Násica Serapião, seu adversário.
- Caio Semprônio Graco, tribuno da plebe em 123 e 122 a.C., defendeu diversas reformas legais; como seus adversários levaram Roma à beira de uma guerra civil, acabou expulso da cidade. Suicidou-se em seguida.
- Semprônia, irmã dos Gracos, casou-se com Cipião Emiliano.
- Tibério Semprônio Graco, amante de Júlia, a Velha, filha de Augusto, banido em 2 d.C. e executado quando Tibério ascendeu ao trono.
- Caio Semprônio Graco, acusou o senador Grânio Marciano de majestas (traição) em 35[32].
- (Lúcio?) Semprônio Graco, cônsul sufecto em 167.

### Semprônios Longos
- Tibério Semprônio Longo, cônsul em 218 a.C., o primeiro ano da Segunda Guerra Púnica, derrotado por Aníbal na Batalha de Trébia.
- Tibério Semprônio Longo, cônsul em 194 a.C..
- Caio Semprônio Longo, eleito quindecimviri sacris faciundis no lugar de Tibério Semprônio Longo, cônsul em 194 a.C., que morreu na grande epidemia de 174 a.C.[33].
- Públio Semprônio Longo, pretor em 184 a.C., governou a Hispânia Ulterior como província[34].

### Semprônios Rútilos e Rufos
- Caio Semprônio Rútilo, tribuno da plebe em 189 a.C.; com seu colega, Públio Semprônio Graco, acusou Mânio Acílio Glabrião, cônsul em 191 a.C., de apropriação indébita de parte do saque de Antíoco, o Grande, na Batalha de Termópilas[30].
- Tito Semprônio Rútilo, padrasto de Públio Ebúcio, de quem não gostava. Sua esposa, Durônia, foi indiretamente responsável pela descoberta da Bacanália em Roma em 186 a.C.[35].
- Semprônio Rútilo, um dos legados de Júlio César na Gália[36].
- Caio Semprônio Rufo, um amigo de Cícero acusado por Marco Túcio em 51 a.C.[37][38].
- Semprônio Rufo, um amigo do jovem Plínio[39].
- Tito Semprônio Rufo, cônsul sufecto em 113.
- Semprônio Rufo, um eunuco da Hispânia que cometeu vários crimes, mas que era muito influente na corte do imperador Caracala[40].

### Semprônios Muscas
- Tito Semprônio Musca, um dos cinco comissários nomeados para resolver as disputas entre os pisanos e os lunenses em 168 a.C.[41].
- Aulo Semprônio Musca, mencionado com seu irmão, Marco, por Cícero em "Sobre a Oratória"[42].
- Marco Semprônio Musca, mencionado com seu irmão, Aulo, por Cícero em "Sobre a Oratória"[42]
- Semprônio Musca, flagelou Caio Gálio até a morte depois de flagrá-lo em adultério com sua esposa[43].
- (Semprônio?) Musca, mencionado por Cícero em 45 a.C., aparentemente um liberto ou um zelador ou mordomo de Tito Pompônio Ático[44].

### Outros
- Lúcio Semprônio Pítio, triúnviro monetário em 148 a.C..
- Públio Semprônio Asélio, tribuno militar de Cipião Emiliano em 133 a.C., escreveu uma história de seu tempo.
- Semprônia, esposa de Décimo Júnio Bruto, cônsul em 77 a.C..
- Semprônio Denso, centurião de uma coorte pretoriana, deu sua vida tentando defender Lúcio Calpúrnio Pisão Liciniano, filho adotivo do imperador Galba ou, segundo alguns relatos, do próprio imperador, em 69[45][46][47].
- Lúcio Semprônio Mérula Auspicato, cônsul sufecto em 121.